# Acroloxus tetensi
Acroloxus tetensi е вид коремоного от семейство Acroloxidae. Видът е световно застрашен, със статут Уязвим.

## Разпространение
Разпространен е в Словения.